# 張炎元
張炎元（1902年2月15日—2005年8月13日）字炳华，广东省梅县人，中华民国陆军中将，黄埔军校第二期工兵科毕业，后庐山中央军官训练团将官班、陆军大学将官班甲级第二期毕业，曾經任国防部情报局局长，1949年后，去香港再去臺灣。与毛人凤、季源溥齐名。

## 经历
张炎元毕业于黄埔军校第二期炮科，张炎元参加了东征、北伐，任1927年任国民革命军第二十六师七十七团副团长。加入中共，1927年春被保送苏联莫斯科中山大学学习。同年冬离开苏联，避居港澳。1928年夏赴印尼爪哇，先后在林氏店铺当店员，华侨补习学校教员。后来还写了一本回忆录，叫《爪哇三年》。1929年任加拉汉中华学校教员。1930年回国，往黄埔同学会登记，参与军事委员会密查组，与戴笠、王天木、黄雍、周伟龙、徐亮、马策、胡天秋、郑锡麟、梁干乔等十人为"十人团"。1932年4月成为复兴社骨干之一，任华南区情报站长，在广州、香港从事情报工作。1933年福建事变爆发时，戴笠已先期派张炎元秘密将厦门警备司令黄强和十九路军补充师的旅长赵一肩、司徒非等将领收买过来。1934年12月，北平站站长陈恭澍因绑架刘兆南一案东窗事发，弃职潜逃，北平站瘫痪。临危受命任华北办事处行动组长、副主任。1936年6月，两广事变爆发，时任宪兵司令部政训处处长的梁干乔被派回老家搞策反，张炎元将北平站站长职务交给了刚刚从特务处书记长位置上卸任的李果湛，回到南京接替了宪兵司令部政训处处长。
抗日战争爆发后，任中央宪兵司令部政训处长、军事委员会西南运输处副处长兼警卫稽查室主任兼中美合作运输处长，运输统制局监察处处长。1943年2月10日授陆军少将。1945年任公路总局副局长。
1945年抗战胜利后，任南京战时运输局处长。1946年6月改任南京国民政府国防部第二厅第一处处长。1946年10月任国防部第二厅副厅长。1947年随黄镇球返粤任广东保安副司令兼保密局广州站站长。1948年12月2日，从广州专程飞抵汕头，在汕头市政府礼堂，开五区警政会议，各市、县首脑参加。会议强调提高“剿匪”意识，彻底实施查户口，开展冬防工作。而后借助汕头的无线电话机，频频约谈各部队的营、团长。1949年到香港。
1950年在香港被鄭介民任命为保密局东南执行部组织部长兼“粤东区反共救国军”总指挥。1952年2月赴台湾，历任中國国民党中央改造委员会第六组主任、中國國民黨中央委員會政策委員會大陸事務部主任。毛人凤患肝癌病逝前推荐张炎元接任国防部情报局局长。1956年10月授陆军中将，任国防部情报局中将局长。1957年10月在中国国民党“八大”上被选为中央委员，兼任情报局局长。1960年调任中国国民党中央委员会第二组（敌后党务组）主任，由叶翔之接任国防部情报局长。1961年改任中国国民党海外工作统一委员会秘书长。1963年11月免去国民党中央委员职务。1969年3月在中国国民党“十大”上被选为候补中央委员。1970年兼任“中越文化经济协会”常务理事。1971年当选中国国民党中央评议委员，台湾足球协会主任委员。1976年11月在中国国民党“十一大”上被选为中央评议委员。1981年3月在中国国民党“十二大”上被选为中央评议委员。1992年委托侄孙女张伶返故乡，参加大坪镇程风中学建校45周年纪念活动，并捐款建教学楼，亲函同意受聘任程风中学名誉董事长。

## 家庭
育有二子二女。
- 大女兒：張安寧，女婿劉克澹，育女劉沁彤
- 大兒子：張春棠，媳婦傅翠蕭(香港四大家族.   [2022-05-23]. （原始内容存档于2022-04-22）.之女)，育長女張菊貞、長男張立德、小女張毅貞
- 二女兒：張玉蘭
- 小兒子：張春旺，媳婦方智寧(.   [2022-05-23]. （原始内容存档于2022-06-04）.)，育長子張立泰、次子張立剛、小子張立方